# Ґененпіль
Наваанлувсангійн Ґененпіль (монг. Наваанлувсангийн Гэнэнпил; до шлюбу Цеєнпіль, 1905—1938) — остання офіційна королева-консорт Монголії, дружина Богдо-гегена VIII. Перебувала в цьому статусі один рік, за що була страчена в травні 1938 року в ході сталінських репресій в Монголії, в результаті яких було вбито величезну кількість населення.

## Життєпис
Цеєнпіль походила з родини в Північній Монголії, поблизу монастиря Балдан-Береевен.
Після смерті попередньої дружини Богдо-гегена, Дондогдулам, обрана його радниками з групи дівчат від 18 до 20 років. Після одруження Богдо-геген змінив її ім'я на Ґененпіль.
Жила з Богдо-гегеном до його смерті 17 квітня 1924 року, коли монархію було скасовано. Покинувши монгольський двір з багатими дарунками, повернулася до своєї сім'ї. Пізніше одружилася з борцем Лувсандамбою, якого кохала ще з дитинства. Народила двох дочок, Церму і Доржханд (нащадки Церми живі й досі) і сина Гантумера.
У 1937 році Ґененпіль заарештували разом з родиною. Колишню королеву, на той час вагітну, піддавали тортурам та катуванню, зокрема, залишали її взимку в холодній юрті без їжі та води.
33-річну Ґененпіль стратили в 1938 році під час сталінських репресій у Монголії.
Лише в 1990 році, коли після демократичної революції почалися перевірки в зв'язку зі справами репресованих, і на військовій колегії Верховного суду Монголії було розглянуто справу Ґененпіль, її добре ім'я було відновлено.
Творці образу королеви Амідали з серії фільмів «Зоряні війни» надихалися саме світлиною 1921 року королеви Ґененпіль.